# Septomazzantia bicchiana
Septomazzantia bicchiana är en svampart som först beskrevs av De Not., och fick sitt nu gällande namn av Theiss. & Syd. 1915. Septomazzantia bicchiana ingår i släktet Septomazzantia och familjen Diaporthaceae.   Inga underarter finns listade i Catalogue of Life.